# Triumfetta shinyangensis
Triumfetta shinyangensis är en malvaväxtart som beskrevs av Verdcourt. Triumfetta shinyangensis ingår i släktet triumfettor, och familjen malvaväxter. Inga underarter finns listade i Catalogue of Life.